# Le Fakir du Grand Hôtel
Pour plus de détails, voir Fiche technique et Distribution.
Le Fakir du Grand Hôtel est un film français réalisé par Pierre Billon, sorti en 1934.

## Fiche technique
- Titre : Le Fakir du Grand Hôtel
- Réalisation : Pierre Billon
- Scénario : Léopold Marchand, d'après la pièce de Léopold Marchand et Georges Dolley
- Dialogues : Georges Dolley et Jean George Auriol
- Photographie : Léonce-Henri Burel
- Décors : Robert-Jules Garnier
- Musique : Casimir Oberfeld
- Production : Dana-Film
- Format :  Noir et blanc - 35 mm - Son mono
- Pays de production :  France
- Durée : 100 minutes
- Date de sortie :
  - France : 5 janvier 1934

## Distribution
- Armand Bernard : le professeur Demonio
- Paulette Dubost : Estelle
- André Burgère : Alain
- Annie Ducaux : Suzanne
- Gaby Basset : Titi
- Robert Goupil : Lucas
- Charles Dechamps : le maître d'hôtel
- Maurice Rémy : Eric
- Hubert Daix